# ミのための詩
『ミのための詩』（ミのためのし、フランス語: Poèmes pour Mi）は、オリヴィエ・メシアンが1936年に作曲した、ドラマティック・ソプラノとピアノまたはオーケストラのための連作歌曲。9曲から構成され、演奏時間は約30分。

## 概要
メシアンは、ヴァイオリニストで作曲家でもあったクレール・デルボスと1932年に結婚し、同年彼女が演奏するために『主題と変奏』を作曲している。夫妻は1936年にグルノーブルに近いイゼール県プティシェに山荘を購入し、メシアンはその後生涯にわたってこの山荘で過ごす夏の間に主な作曲活動を行った。プティシェで最初に作曲されたのが本曲である。
「ミ」というのはメシアンがクレールを呼んだときの愛称であり、メシアン本人による歌詞は恋愛と結婚を歌った内容だが、しかしながらメシアンにとって夫婦の結びつきは神の愛のメタファーとしてあった。
『ミのための詩』の作曲のきっかけになったのは、ワーグナー歌手のマルセル・バンレ（1900-1991）との出会いであった。メシアンがこの後に作曲した連作歌曲である『地と天の歌』や『ハラウィ』もバンレが歌うことを想定して書かれている。その旋律は激しい劇的な朗唱と、純粋な声を要求する恍惚としたメリスマの両方が混在する。
音楽の上では、『主の降誕』（1935年）と同様にリズム面の探求を行った初期の作品のひとつであり、不等分音価、付加音価、リズムカノン、逆行不能リズム、古代ギリシアの韻律、インドのリズムなどを使用している。また色彩和音やムソルグスキー『ボリス・ゴドゥノフ』への参照が見られる。
1937年3月6日の国民音楽協会の演奏会で最初の2曲が抜粋演奏された。同年4月28日にスコラ・カントルムで行われたラ・スピラルの演奏会で、マルセル・バンレの歌とメシアン本人のピアノによって全曲が初演された。
1937年にパリで管弦楽伴奏版が作られ、同年6月4日の若きフランスの演奏会ではバンレの歌とロジェ・デゾルミエール指揮で第1曲のみ初演された。1949年1月20日にやはりバンレの歌とデゾルミエール指揮のフランス国立管弦楽団の演奏で全曲が演奏された。

## 構成
全9曲が2巻にわかれる。第1巻（第1-4曲）は結婚までの道のりを、第2巻（5-9曲）は結婚の秘蹟を扱う。
1. 感謝の祈り Action de grâces - 伴奏と歌唱が交替に現れる。歌唱は最初語るように歌われるが、恋人を得た喜びが神への感謝に高まっていき、最後に歓喜のアレルヤで終わる。
2. 風景 Paysage - 湖（プティシェのそばにあるラフレー湖 (fr:Grand lac de Laffrey) ）の情景と、恋人がその中でほほえんでいることを歌う。
3. 家 La Maison - 家としての現世の肉体を離れ、永遠に輝く体を得ることを歌う。
4. 恐怖 Épouvante - 恋人を失う恐れを歌う[6]。後の『ハラウィ』にも見られる擬態語を使用している。
5. 妻 L'Épouse - 結婚の神秘を歌い、夫と妻の関係をキリストと教会の関係にたとえる。
6. お前の声 Ta voix - 妻の声を春の鳥にたとえ、天使が三位一体をたたえて歌う様子にたとえる。
7. ふたりの勇士 Les deux guerriers - 夫婦が神の子である秘蹟の戦士として戦い、天の都市の門に到達する。
8. 首飾り Le collier - 朝、夫の首に抱きつく妻のしぐさを首飾りにたとえる。
9. 叶えられた祈り Prière exaucée - 孤独で苦しみにあえぐ魂がイエスに祈る。やがて鐘の音のように心臓が高なり、復活の日が来て喜びが戻る。